# Ostrownoje (rejon lebiażjewski)
Ostrownoje (ros. Островное) – wieś (dieriewnia) w Rosji, w obwodzie kurgańskim, w rejonie lebiażjewskim. W 2010 liczyła 112 mieszkańców.